# Literary Association of the Friends of Poland
Literary Association of the Friends of Poland (Stowarzyszenie Literackie Przyjaciół Polski) – brytyjska organizacja społeczna powołana 25 lutego 1832 przez szkockiego poetę Thomasa Campbella oraz niemieckiego prawnika Adolpha Bacha. Campbell pełnił funkcję pierwszego prezesa Towarzystwa (do maja 1833 roku), zaś Bach objął stanowisko sekretarza. Po odejściu Campbella, prezesurę przejął Thomas Wentworth Beaumont.
Głównym celem jego działalności była mobilizacja brytyjskiej opinii publicznej wokół sprawy polskiej po stłumieniu przez Imperium Rosyjskie powstania listopadowego. Organizacja prowadziła działalność informacyjną i dobroczynną. Jej członkami byli m.in.: Francis Burdett, Dudley Ryder, Robert Cutlar Fergusson, Lord Dudley Coutts Stuart (prezes), Thomas Wentworth Beaumont (prezes), Daniel O’Connell, Thomas Attwood i Patrick Stuart. Jednym z sekretarzy był zawsze Polak (stanowisko to było w pierwszych latach zajmowane przez Krystyna Lacha Szyrmę).